# Róbson
José Róbson do Nascimento (Barra de São Miguel, 10 mei 1969) is een voormalig Braziliaans voetballer.